# Урок жизни
«Урок жизни» — советский цветной художественный фильм 1955 года режиссёра Юлия Райзмана.
Фильм занял 11-ю строчку в кинопрокате СССР 1955 года — фильм посмотрели 25 130 000 зрителей.

## Сюжет
Наташа — студентка пединститута. Она влюбляется в инженера-строителя Сергея и, бросив учёбу, отправляется за ним на стройку. Спустя годы у них уже подрастает сын. Сергей строит успешную карьеру, но отношения между супругами натянутые: все мысли Сергея занимает работа, руководящая должность делает его всё более самоуверенным и грубым, а Наташа чувствует себя одинокой. Наступает момент, когда Наташа уже не может мириться с бесполезностью жизни домохозяйки. Она возвращается в институт, где оказывается студенткой своего бывшего однокурсника Кости, ставшего преподавателем. Костя ещё с прежних пор влюблён в Наташу. Завершив учёбу, Наташа становится учительницей. Сергей же, после сатирического фельетона о методах его руководства, прозревает и, получив «урок жизни» понимает, что ему нужна Наташа, которая также всё это время продолжала любить его…

## В ролях
В главных ролях:
- Валентина Калинина — Наташа Емельянова
- Иван Переверзев — Сергей Терентьевич Ромашко, инженер

В других ролях:
- Ольга Аросева — Рая, подруга Наташи
- Георгий Куликов — Костя, Константин Николаевич, одногруппник Наташи, влюблённый в неё
- Маргарита Юрьева — Лиля Замковая, одногруппница Наташи, актриса
- Виктор Авдюшко — Вася, одногруппник Наташи
- Ирина Акташева — Лиза, одногруппница Наташи, жена Васи
- Евгений Весник — Пётр Замковой, инженер, брат Лили
- Федор Шиманский — Сутейкин, прораб
- Андрюша Михайлов — Тишка, сын Наташи и Сергея
- Валентина Ананьина — Нюра, домработница Ромашко
- Константин Барташевич — член райкома
- Владимир Всеволодов — инженер
- Лилия Гурова — Марья Степановна, соседка Ромашко
- Александра Денисова — тётя Аня, вахтёрша в общежитии
- Николай Парфёнов — инженер Вася
- Константин Нассонов — председатель экзаменационной комиссии
- Павел Тарасов — Рожицкий, инженер
- Евгений Тетерин — Иван Тимофеевич, инженер
- Кларина Фролова-Воронцова — Настасья Ивановна, домработница Ромашко
- Александр Ханов — член райкома

В титрах не указаны:
- Антонина Богданова — член экзаменационной комиссии
- Николай Никитич — член экзаменационной комиссии
- Иван Кузнецов — инженер
- Татьяна Махова — одногруппница Наташи
- Юрий Леонидов — муж Наташиной одногруппницы
- Андрей Пунтус — сослуживец Сергея
- Алла Будницкая — посетительница парикмахерской
- Зинаида Сорочинская — Варя

## Критика
Фильм вызвал разные отклики у современной ему критики, и разные оценки спустя полвека; фильм во многом опередил время, этот снятый в середине 1950-х годов фильм киноведы относили к периоду 1960-х — к фильмам «советской новой волны», журнал «Советский экран» (1974) отмечал, что в этом фильме режиссёр «делает серьёзную попытку вернуть киноискусству свежесть взгляда на жизнь».

Время, прошедшее с момента выхода «Урока жизни» (1955), в какой-то мере по-новому раскрыло его проблемы. Кто был главным героем картины для критики и особенно для зрителей середины 50—х годов? Рецензии и отзывы тех лет единодушны — Наташа, жена инженера Ромашко в исполнении В. Калининой. Молодая актриса Художественного театра прежде всего обращала на себя внимание непривычной индивидуальностью. В ней была нервность натуры, глубина, абсолютная искренность. Это было то самое, не похожее на другие, самобытное в своей простоте лицо, которого ждал экран. И все же, как ясно теперь, значимость созданного Калининой характера состояла не только в том, что он счастливо избежал схемы. С её появлением в кинематографию вошли новый человеческий тип и новая тема, пока лишь угаданная…— История советского кино: 1952—1967. — М.: Искусство, 1978. — стр. 31

Итак, что же это за фильм создали Е. Габрилович и Ю. Райзман, вызвавший такую полемику, до сих пор не оцененный должным образом, напугавший одних и полюбившийся многим? Ю. Райзман назвал его «драмой, в которой нет ни измены, ни преступлений». На самом деле «Урок жизни» резко отличается от картин, вышедших одновременно с ним и также, казалось, построенных на семейно-бытовых коллизиях.— Юлий Райзман / Марк Ефимович Зак. — М.: Искусство, 1962. — 228 с. — стр. 74

Очень достоверная и правдивая разработка среды, второго плана, свежесть и новизна приемов в операторской работе камера C. Урусевского вдруг задвигалась, живой человек, — всё это радовало сердца тех, кто любил кинематограф, и вселяло надежду на его новый расцвет.— Временем призванные: об одном поколении кинорежиссеров / Леонид Николаевич Нехорошев. — М.: Искусство, 1965. — 166 с. — стр. 71

Фильм «Урок жизни» (1955) возвращает Райзмана к реализму. Эта примечательная, как бы стоящая на перепутье картина, поставленная по интересному сценарию E. Габриловича «Жена», явилась одной из первых ласточек обновления советского экрана.— Портреты / Нея Марковна Зоркая. — М.: Искусство, 1966. — 310 с. — стр. 215
Примечательно, что киновед Нея Зоркая и спустя почти 40 лет, уже в новое время, оставалась при своём тогдашнем мнении о фильме, заочно споря с новыми критиками:

Нет, ошибся автор серьёзной книги «Кинематограф оттепели» Виталий Трояновский, отнеся «Урок жизни» к ретро старинных сюжетов, эта картина вовсе не версия неравного брака «купец и интеллигентка», здесь дело сугубо советское…— Нея Зоркая — Сгустки истории. Портрет режиссера Юлия Райзмана // Искусство кино, № 2, 2004